# Grupo CJ
Grupo CJ (hangul: 씨제이㈜) é uma holding do conglomerado sul-coreano com sede em Seul. É composto por inúmeras empresas em diversos setores de alimentos e serviços de alimentação, farmacêutica e biotecnologia, entretenimento e mídia, compras domésticas e logística. O Grupo CJ era originalmente parte da Samsung até se separar nos anos 90.
CJ vem de 'Cheil Jedang' (hangul: 제일 제당), que pode literalmente significar "primeira manufatura de açúcar", a indústria onde ela começou originalmente.
As principais subsidiárias da CJ incluem a CJ CheilJedang (alimentos e bebidas), CJ Korea Express (logística), CJ Olive Networks (lojas de saúde e beleza e TI), CJ ENM (entretenimento e varejo) e CJ CGV (cadeia de cinema).

## História

### 1953-1970
CJ foi fundada como 'Cheil Jedang' em agosto de 1953 como um fabricante de açúcar e farinha e era originalmente parte do Grupo Samsung, como seu primeiro negócio de fabricação. Em 1955, abriu a primeira fábrica de farinha na Coreia do Sul e em 1962, começou a exportar açúcar para Okinawa, Japão. Em 1965, o negócio de açúcar da Cheil Jedang foi classificado como 'Beksul'. A empresa entrou no mercado de temperos artificiais em 1963 com a Mipoong, concorrendo contra a Miwon, então best-seller da Daesang.

### 1970-1979
Na década de 1970, a CJ continuou seu crescimento como uma empresa de alimentos compostos. Em 1973, a CJ entrou no ramo de rações, lançando o 'Pungnyeon Feed'. Em 1975, CJ desenvolveu técnicas de produção em massa para "Dashida", um produto de tempero, bem como tecnologia para a produção em massa de ácidos nucléicos pela primeira vez na Coréia do Sul em 1977, lançando seu primeiro tempero de ácido nucléico "Imi". Em 1979, a empresa foi renomeada como 'Cheil Jedang Corp.' e começou a produzir óleo de cozinha sob Beksul.

### 1980-1989
Na década de 1980, CJ expandiu para alimentos processados, como bebidas e alimentos congelados, e entrou no negócio farmacêutico com base em novas tecnologias avançadas. Em 1984, a CJ estabeleceu a ETI, uma subsidiária local, em Nova Jersey, Estados Unidos como um projeto de joint venture. Em 1986, a divisão de Biotecnologia e Farmacêutica da CJ conseguiu se tornar a terceira no mundo a desenvolver Alpha-interferon, um medicamento antineoplásico. bem como o lançamento de 'Hepacina-B', uma vacina contra hepatite. Estabeleceu a Cheil Frozen Food e lançou seu negócio de bebidas em 1987. Com a criação da Cheil Jedang Indonesia em 1988 e a construção de uma usina de lisina e tempero sintético na Indonésia em 1990, a CJ começou a atingir mercados fora da Coreia do Sul.

### 1990-1999
Na década de 1990, a CJ passou por períodos de conversão e crescimento à medida que passava para a área de vida e cultura, concentrando-se na indústria alimentícia e farmacêutica. No entanto, em 1996, continuou a desenvolver novos produtos alimentares, como o "Condition", uma bebida suplementar que alivia os sintomas da ressaca, eo "Hetbahn", um arroz embalado asséptico, em 1996. Em julho de 1993, Cheil Jedang se desmembrou da Samsung e ganhou gestão independente, transformando-se em um grupo de vida e cultura entrando nas indústrias de food service e entretenimento. Em 1996, tornou-se 'Cheil Jedang Group' e completou sua separação oficial do Grupo Samsung em fevereiro de 1997. Desde então, a CJ entrou nos campos de mídia, entretenimento, finanças e negócios de informação e comunicação principalmente através de M&A de empresas como m.net, canal de música por cabo e Cheil Investment & Securities em 1997, e estabelecimentos de novas subsidiárias tais como como Cheil Golden Village (atualmente CGV) em 1996, Dreamline (vendida em 2001), em conjunto com a Korea Expressway em 1997, [CJ GLS] em 1998, CJ O Shopping, CJ Europa e CJ FD (distribuição de alimentos) em 1999. Além disso, a CJ abriu a VIPS, uma cadeia de restaurantes familiares, em 1997, e lançou o primeiro teatro multiplex da Coreia do Sul, CGV em 1998.

### 2000-presente
Em outubro de 2002, o Grupo CJ foi lançado e o nome oficial da empresa mudou para 'CJ Co., Ltd'. Em setembro de 2007, a CJ Co., Ltd novamente se tornou uma holding de negócios renomeando para 'CJ CheilJedang Co., Ltd' e o CJ Group tornou-se uma holding de várias subsidiárias relacionadas a alimentos e entretenimento com sede na Coréia do Sul. Consiste em quatro principais negócios principais: FFood & Food Service, Bio Pharmaceutics, Entertainment Media e Home Shopping & Logistics.
Lee Jay-Hyun é presidente do Grupo CJ desde março de 2002. Sua irmã mais velha, Lee Mi-kyoung, é vice-presidente da empresa.
A partir de maio de 2007, o Grupo CJ anunciou que vai contratar mais mulheres na empresa. Também anunciou que dobrará seu tempo de subsídio para mulheres que precisam sair de licença devido à gravidez. (Licença maternidade). A lei coreana exige que as mulheres tenham até 90 dias de licença de maternidade. No entanto, CJ estendeu esse tempo para um ano.
Em 2010, a CJ Media, a CJ Entertainment, a Mnet media, a On-Media e a CJ Internet se fundiram para formar a O Media Holdings, que se tornou CJ E&M em março de 2011. Desde então, a CJ E&M tem sido muito influente em sua contribuição à cultura pop coreana. o "Korean Wave" (em coreano: Hallyu), um fenômeno da difusão da cultura coreana, através da criação de programas de TV de sucesso, como "Superstar K", "Respond 1997" e filmes como "Masquerade". Desde a introdução dos primeiros cinemas multiplex, CGV, em 1998 na Coreia do Sul, a empresa vem desenvolvendo o que chama de "cultureplex", um espaço onde restaurantes, casas de shows, lojas e cinemas multiplex se unem para proporcionar uma experiência cultural mais rica aos consumidores. , CGV Cheongdam Cine City, que abriu em 2011 sendo um exemplo.
Em julho de 2018, a CJ E&M e a CJ O Shopping fundiram-se na nova empresa CJ ENM (CJ Entertainment and Merchandising).

## Aquisições
- 1962 Wonhyeong Industrial CO[2]
- 1968 Mipung Industrial CO[2]
- 1971 Dongyang Jedang[2]
- 1975 Yongin hog farm[2]
- 1985 Dongryp Industrial Corp
- 1997 m.net, Cheil Investment & Securities[2]
- 2000 39 Shopping[2]
- 2004 CJ Consortium,[2] Shin Dong Bang Corp.,[2] CJ Internet,[2] Planers[2] (now CJ Internet), Hanil Pharmaceuticals Ind.,[2] fábrica de ração na Turquia[9]
- 2006 Accord Express (Empresa de logística cingapuriana)[10]
- 2017 CJ Darcl Logistics Limited[2]
- 2017 CJ Selecta
- 2007 Pioneer Trading, Inc.(agora CJ Omnifood), uma empresa estadunidense de fabricação de alimentos
- 2009 Onmedia[11]
- 2011 Korea Express[12]
- 2018 Schwans Company

## Subsidiárias[13]

### Serviços alimentícios
- CJ CheilJedang Food division[14]
- CJ Foodville
  - Bibigo
  - Cheiljemyunso (restaurante de macarrão)
  - China Factory (cadeia de restaurantes chineses)
  - CJ Foodworld
  - Cold stone (cadeia de sorveteria)
  - Seafood Ocean
  - The Steak House by VIPS (restaurante de bife estilo nova iorquino)
  - Tous Les Jours (franquia de padaria)[15]
  - A Twosome Place (café de sobremesa premium)
  - Twosome Coffee (loja de conveniência)
  - VIPS (bife e salada cadeia de restaurantes)
  - VIPS Burger (cadeia de hambúrguer)
- CJ Freshway

### Bio pharma
- CJ CheilJedang's Bio division

### Compras em casa e logística
- CJ ENM O Shopping Division
- CJ Logistics
- CJ Telenix
- CJ Olive Networks Young division - lançado em fusão da CJ Olive Young e da CJ Systems

### Entretenimento e mídia
- CJ ENM E&M division
- CJ CGV - multiplex cinema chain
  - Ciné de Chef
- CJ Powercast
- CJ Hello - formerly known as CJ CableNet

#### Outros canais de idioma
- Shop CJ India - canal indiano em língua hindi
- O Shopping - canal filipino
- CJ Grand Shopping - canal mexicano
- CJ Wow Shop - canal malaio

### Infra
- CJ Logistics E&C division
- CJ Olive Networks IT business division

## Ligações externos
- Página oficial (em coreano)